# Adevărul Holding
Adevărul Holding este un trust de presă din România, înființat în anul 2006 de omul de afaceri Dinu Patriciu.

## Prezentare generală
În portofoliul Adevărul Holding se află cotidienele Adevărul și Click!, revistele Click!, Click! pentru femei, Click! Poftă Bună!, Click! Sănătate,  Dilema veche, Historia, OK! Magazine. 
Din portofoliul Adevărul Holding au mai făcut parte și publicațiile: Adevărul de seară, Dilemateca, Foreign Policy, Forbes, Stiință și Tehnică, catalogul „Adevărul - 500 miliardari” și cotidianul ucrainean Blik.
Printre concurenții Adevărul Holding se numără Ringier, Publimedia, Burda România și Intact.
În 2008, trustul a avut o cifră de afaceri de 27 de milioane de euro și pierderi de 13 milioane de euro.
Pe 5 octombrie 2012 trustul a fost preluat de Cristian Burci.

## Istoric
Pe 17 octombrie 2008 a fost lansată rețeaua de cotidiene locale Adevărul de seară, având inițial un tiraj total de aproximativ 250.000 de exemplare, și fiind încă de la început cotidianul cu cel mai mare tiraj la nivel național.
Pe 23 martie 2009, compania a publicat primul număr al revistei Forbes România. Tot din anul 2009, publicația „Adevărul – 500 miliardari” a fost publicată sub brandul Forbes.
În august 2009, Adevărul Holding a achiziționat revista și editura Historia, precum și site-ul historia.ro.
În noiembrie 2009, Adevărul Holding a achiziționat licența pentru distribuția revistei britanice despre celebrități OK! în România.
Varianta românească a publicației a fost lansată în martie 2010, având o apariție bilunară.
În februarie 2010, Adevărul Holding a devenit acționarul majoritar al Garamond Tipografie, cu o participație de 78,5% din acțiuni.
Garamond este cea mai importantă tipografie din Transilvania.
În 31 ianuarie 2011, Adevărul Holding a lansat primul birou editorial românesc la Bruxelles - „Adevărul Europa”.